# Werner Friedli (Mathematiker)
Werner Friedli (* 26. September 1893 in Mühledorf; † 14. September 1936 in Bern) war ein Schweizer Mathematiker.
Friedli studierte nach der Matura in Burgdorf ab 1912 Physik und Mathematik an der Universität Bern, wo er 1916 bei dem Versicherungsmathematiker Christian Moser promoviert wurde (Reserve und Rentenbarwert als analytische Funktionen). Schon während des Studiums wurde er technischer Mitarbeiter des Eidgenössischen Versicherungsamts. Ab 1924 war er technischer Leiter bei der Schweizer Pensionskasse und war mit der Vorbereitung der 1925 beschlossenen (1931 durch Volksentscheid aber wieder verworfenen) Einführung einer Alters- und Hinterbliebenenversicherung in der Schweiz betraut. Gleichzeitig habilitierte er sich an der Universität Bern und wurde dort ausserordentlicher Professor, weswegen er ein Angebot einer leitenden Stellung beim Internationalen Arbeitsamt in Genf ausschlug. Er war von 1931 bis 1936 ordentlicher Professor für Versicherungslehre an der Universität Bern.
Friedli war verheiratet und hatte vier Kinder. Teile seines Nachlasses werden vom Staatsarchiv des Kantons Bern verwaltet.

## Schriften
- Reserve und Rentenbarwert als analytische Funktionen. Bern, 1918. (Volltext in der Google-Buchsuche)